# Kostel svatého Jana Nepomuckého (Svatý Jan)
Kostel sv. Jana Nepomuckého je barokní kostel v obci Svatý Jan, okres Příbram.

## Historie kostela
Kostel stojí na vrchu poblíž Skrýšova, který byl v průběhu věků známý díky studánce, u níž docházelo k zázračným uzdravením a proto lákala poutníky. V roce 1705 zde Adam Ignác Mladota ze Solopysk, děkan svatovítské kapituly v Praze, nechal postavit poutní kapli svatých Čtrnácti pomocníků, u níž byly později pravidelně slouženy mše, především na den sv. Jana Nepomuckého.
Jelikož kaple přestávala ve druhé polovině 18. století dostačovat množství přicházejících poutníků, nechal zde tehdejší majitel panství, Norbert Kfelíř ze Zakšova, postavit kostel zasvěcený Janu Nepomuckému. Stavba proběhla v letech 1760-64, kostel vysvětil dne 16. května 1764 krumlovský děkan Jan František Kfelíř, mladší bratr zakladatele. Baron Kfelíř získal pro kostel i části ostatků svatého Jana a dal je zasadit do stříbrného a pozlaceného relikviáře.
Na samostatnou farnost byl Svatý Jan povýšen v roce 1856. Ta existovala až do roku 2009, kdy byla sloučena s farností Krásná Hora nad Vltavou.
V 70. letech 19. století byla do současné podoby přestavěna věž kostela a hlavní oltář a varhany, v roce 1903 byl zřízen samostatný vstup na kůr. Velká rekonstrukce interiéru byla provedena roku 1933, roku 1949 byla do kostela zavedena elektřina.V době první světové války a znovu během protektorátu byly zrekvírovány dva zvony kromě umíráčku, nového zvonu se kostel dočkal v roce 1967.
Výroční bohoslužbu k 280. výročí svatořečení Jana Nepomuckého celebroval v květnu 2009 pražský světící biskup Václav Malý.

## Popis stavby
Kostel je postaven na zvláštním basovitém půdorysu připomínajícím tvar hořícího srdce. Pozoruhodná je konstrukce mansardové střechy, která ve Středočeském kraji nemá údajně obdoby.
V lodi kostela jsou dva boční oltáře a jeden hlavní, zděný, pokrytý umělým mramorem; v jeho vrcholu se nachází štít s výjevem Nejsvětější Trojice. Nástropní freska pochází z roku 1934 a zobrazuje Pannu Marii s klečícím svatým Janem Nepomuckým, pod nimiž je vymalována obec Svatý Jan. V kněžišti se nalézá vzácný obraz Čtrnácti sv. pomocníků, který byl do kostela přenesen z původní kaple.
V prostoru mezi schodištěm vedoucím na kazatelnu a vlastní kazatelnou nad sakristií se nachází oratoř, odkud dřív sledovala průběh bohoslužeb šlechta. Na baldachýnu nad kazatelnou bylo několik sošek andělů, ty však byly v 90. letech 20. století odcizeny.

## Zajímavosti
V roce 1976 se kostel a přiléhající hřbitov objevily ve filmu Na samotě u lesa. Od roku 2011 se zde nepravidelně konají benefiční koncerty vážné hudby. Ve spolupráci s místním mysliveckým sdružením se rozvíjí tradice tzv. Svatohubertských mší, konaných vždy v listopadu za přítomnosti myslivců a jejich trubačů.
Kostel je spolu s budovou fary zapsán v seznamu nemovitých kulturních památek ČR.

## Pravidelné bohoslužby
Pravidelné bohoslužby se v kostele konají v neděli v 11:15 a mimo zimní měsíce v pátek v 16:00.

## Galerie

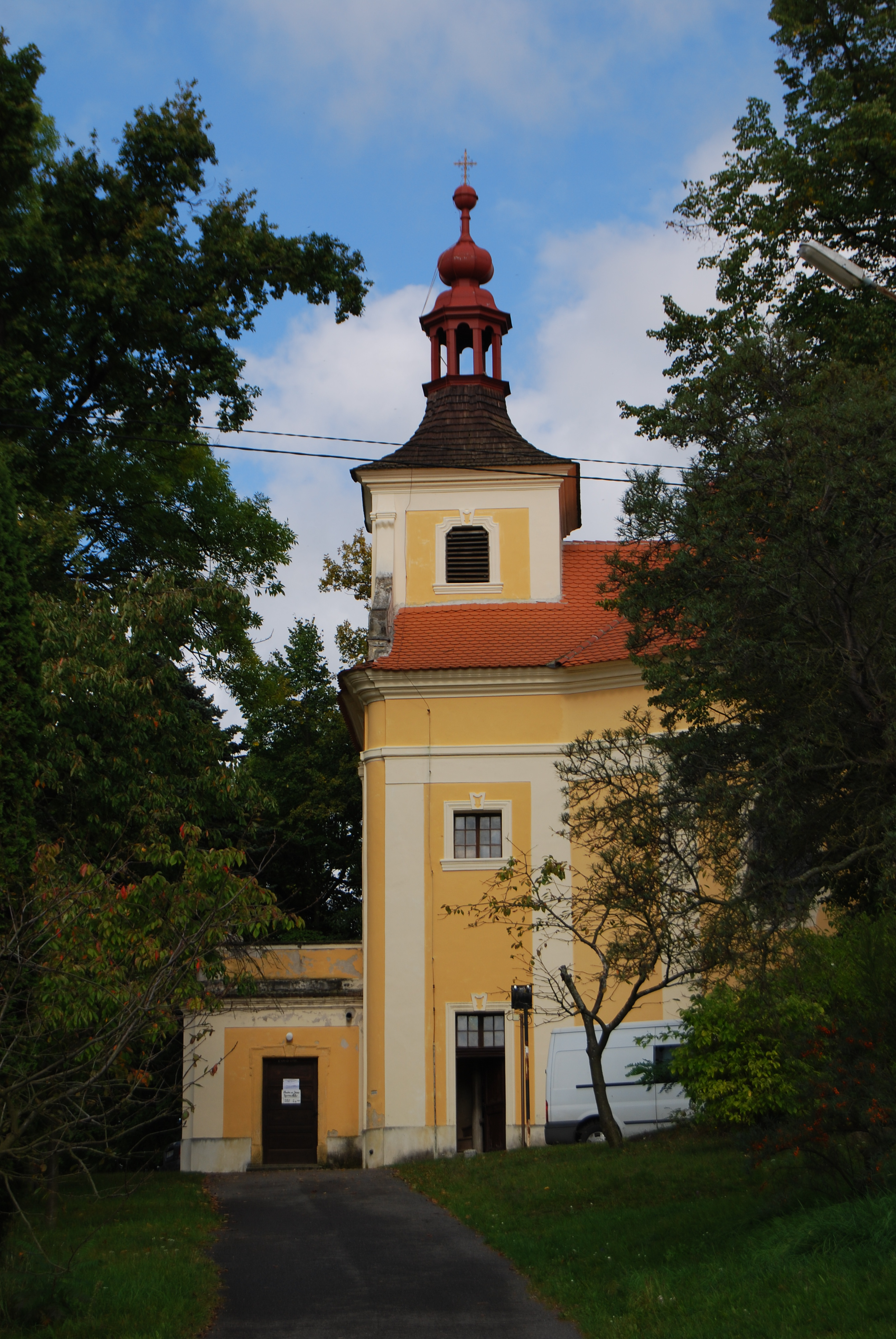
Boční pohled
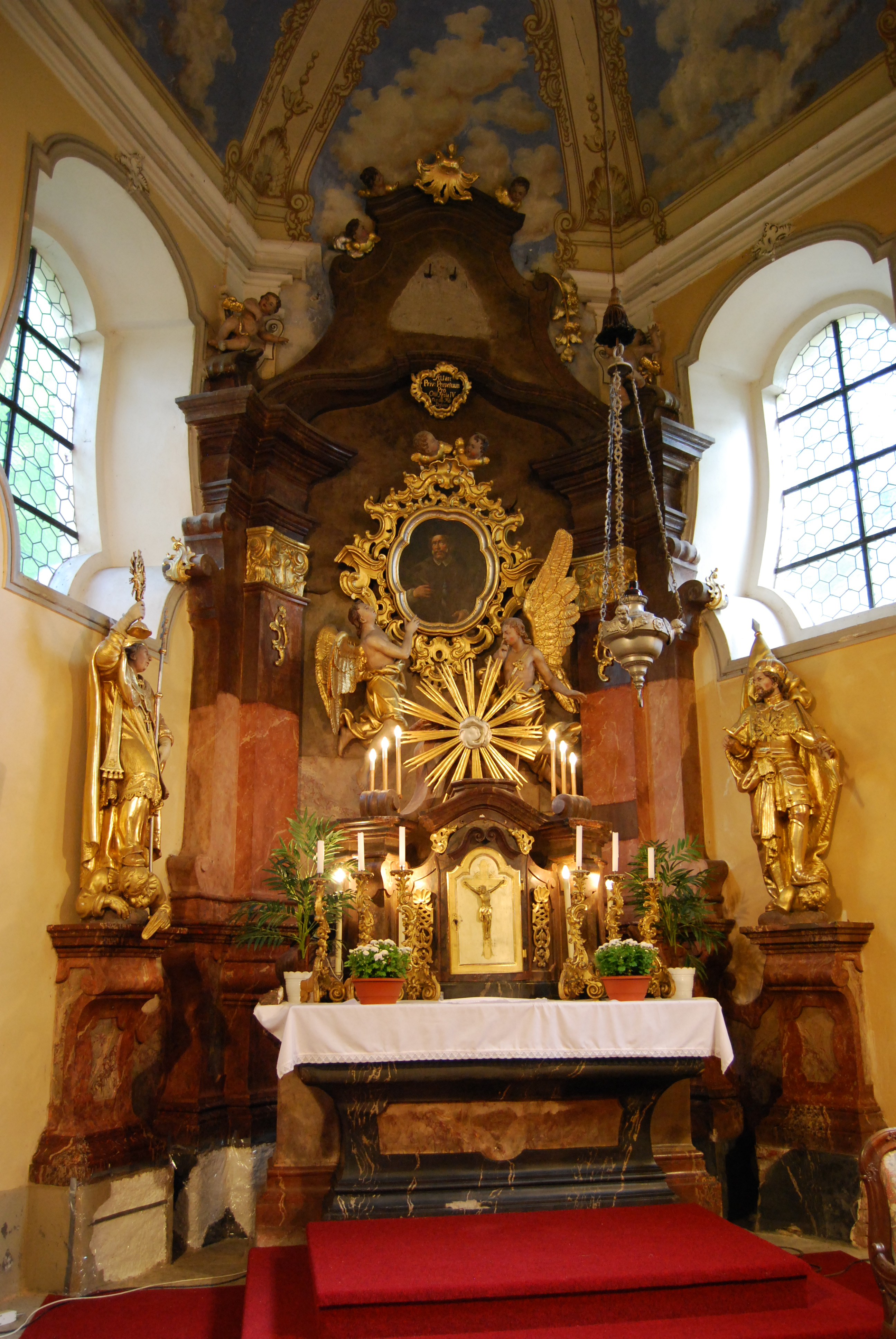
Hlavní oltář
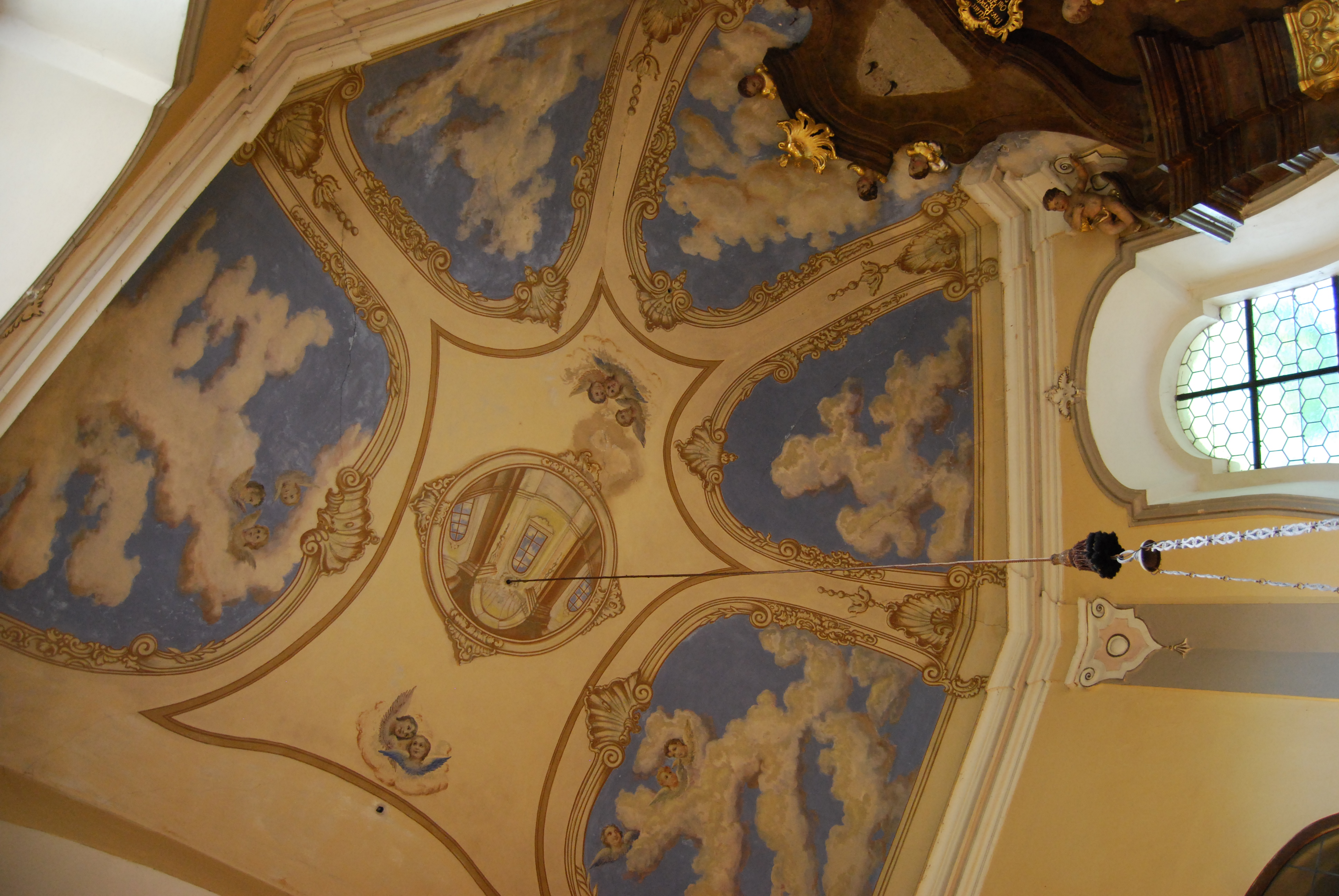
Výzdoba stropu presbytáře kostela